# Luciano Maggini
Luciano Maggini (Seano, Toscana, 16 de mayo de 1925 – Seano, 24 de enero de 2012) fue un ciclista italiano que fue profesional entre 1946 y 1957. Destacó como buen velocista.
Sus principales victorias las consiguió al Giro de Italia, en que ganó 7 etapas en las diferentes participaciones. También ganó numerosas clásicas italianas, como por ejemplo lo Giro di Campania, lo Giro del Veneto, lo Giro de Emilia o la Milán-Turín.
Es hermano del también ciclista Sergio Maggini.

## Palmarés
- 1946
  - 1.º en el Giro del Casentino
- 1947
  - 1.º en el Gran Premio de Niza
  - Vencedor de 2 etapas al Giro de Italia
- 1948 
  - 1.º en el Giro del Veneto
  - 1.º en el Giro di Campania
  - Vencedor de una etapa al Giro de Italia
- 1949 
  - 1.º en el G. P. Industria y Comercio de Prato
  - Vencedor de una etapa al Giro de Italia
- 1950 
  - 1.º en el Giro de Emilia
  - Vencedor de 2 etapas al Giro de Italia
- 1951 
  - 1.º en el Giro dell'Emilia
  - 1.º en el Giro de Reggio Calabria
  - Vencedor de una etapa al Giro de Italia
- 1952 
  - 1.º en el Giro de la Romagna
  - 1.º en el Gran Premio de la Industria y el Comercio de Prato
  - Vencedor de una etapa de la Roma-Nápoles-Roma
- 1953 
  - 1.º en la Coppa Placci
  - 1.º en la Milán-Turín
  - 1.º en el Gran Premio Massaua-Fossati
  - 1.º en el Giro de Reggio Calabria
- 1954 
  - 1.º en el Giro del Veneto

### Resultados al Giro de Italia
- 1947. Abandona. Vencedor de 2 etapas
- 1948. Abandona. Vencedor de una etapa
- 1949. 12.º de la clasificación general. Vencedor de una etapa
- 1950. 5.º de la clasificación general. Vencedor de 2 etapas
- 1951. 16.º de la clasificación general. Vencedor de una etapa
- 1952. 60.º de la clasificación general
- 1953. 58.º de la clasificación general
- 1954. Abandona